# Брандмейстер
Брандмейстер (нем. Brandmeister, от Brand — «пожар» и Meister — букв. «мастер») — должность в пожарной охране в Российской империи, послереволюционном РСФСР и в некоторых странах в настоящее время.
В Германии, Австрии и Швейцарии брандмейстер — звание в пожарных командах.
В Швеции пожарным отделением руководит начальник отделения, которого раньше называли брандформан. Несколькими отделениями, действующими сообща, руководит начальник операции (insatsledare, ранее — брандмейстер), а начальник части называется начальником спасателей (räddningschefen). Переименование из брандмейстера произошло в 2006 году.
Официально использовалось в Российской империи с начала XIX века до 1940-х годов. Брандмейстером в России первоначально назывался начальник пожарной команды, входившей в состав полицейской части. Подчинялись брандмейстеры главе всех пожарных частей города — брандмайору. В 1818 году было выпущено «Практическое наставление брандмейстерам». В нём шла речь о пожарной иерархии и взаимоотношениях на службе и по тревоге. Должность брандмейстера была упразднена с передачей пожарной охраны в Народный комиссариат внутренних дел СССР (НКВД).
В 2015 году в Саратове установлен бронзовый памятник брандмейстеру, автор скульптуры Василий Кузьмин.
- Брандмейстер, начало XIX века
- Брандмейстер, конец XIX века